# Echeveria rubromarginata

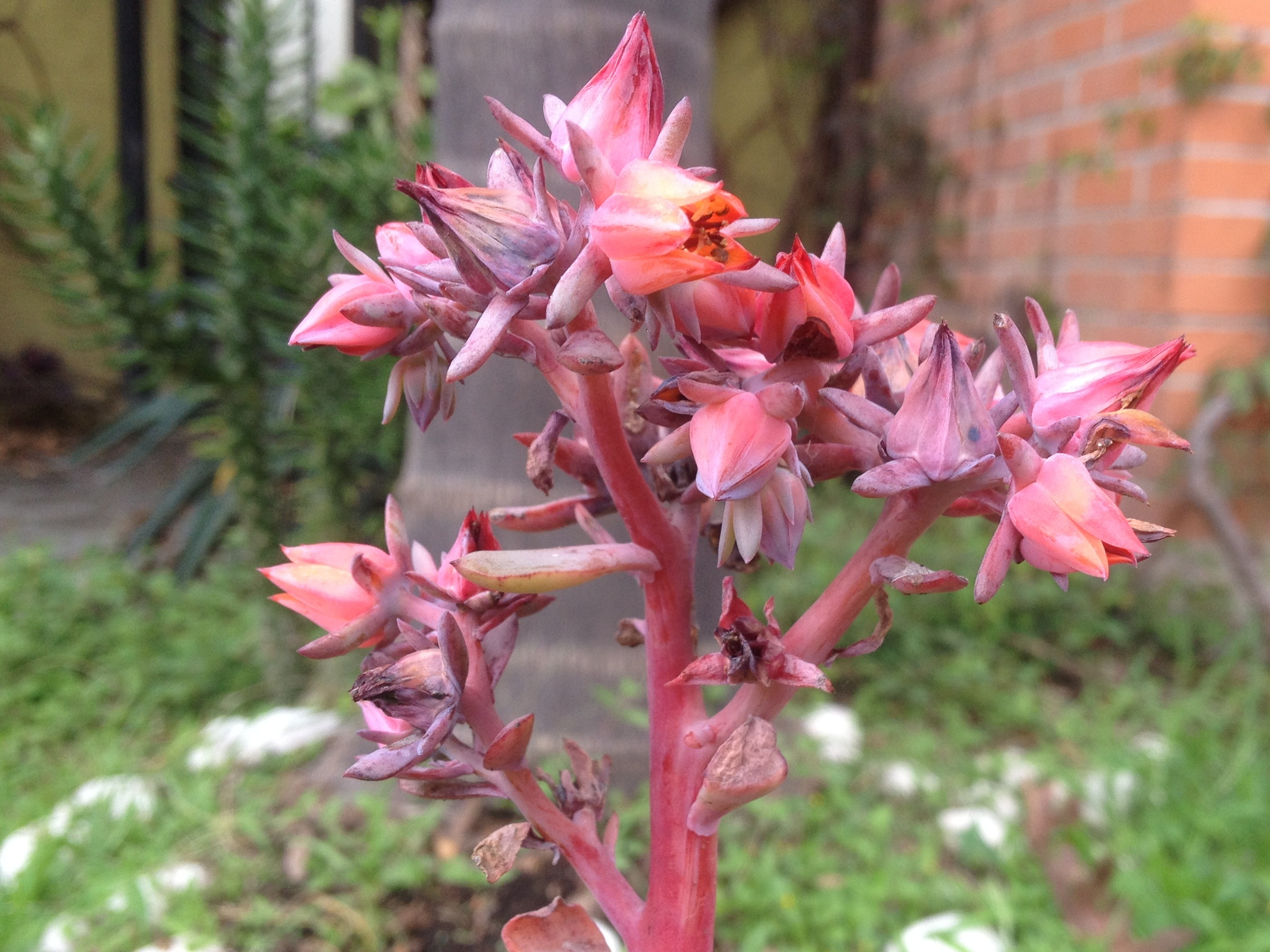
Detalle de la inflorescencia

Echeveria rubromarginata es una planta suculenta de la familia de las crasuláceas, nativa de los estados mexicanos de Puebla, Tlaxcala y Veracruz.

## Descripción
Es una planta herbácea, perenne, glabra, acaule o con un tallo corto. Crece en forma de roseta de 12 a 20 cm de diámetro, con hojas carnosas obovadas a oblanceoladas, aplanadas, de color glauco o cardo. Según la disponibilidad de agua y nutrientes, la roseta puede ser compacta, de hojas cortas, o bien laxa, de hojas largas. Como característica de la especie —aunque compartida con algunas otras de la sección Gibbiflorae— el margen entero de las hojas porta una coloración marcadamente rojiza. El ápice es redondeado y puede llevar un mucrón espinoso.
La inflorescencia es una panícula ramificada, rojiza, leñosa al secarse, que puede medir más de un metro de altura. Las flores tienen una corola pentagonal tubular o conoide y pétalos color rosado a anaranjado. Florece en otoño (septiembre a diciembre).

## Distribución y hábitat
Echeveria rubromarginata es una especie endémica de México. Se distribuye en el este del Eje Neovolcánico, sobre afloramientos de roca ígnea, entre los 1750 y los 2700 m s. n. m. Como otras especies de su género, está adaptada al clima semiárido, y se suele encontrar en matorrales semidesérticos; sin embargo, también prospera en bosques mixtos de clima templado e incluso en bosques nubosos.

## Taxonomía
Echeveria rubromarginata fue descrita en 1905 por Joseph Nelson Rose en North American Flora 22(1): 23.
Etimología
Ver: Echeveria
rubromarginata: epíteto latino que significa "de margen rojo"; compuesto por ruber, "rojo", y marginata, "marginada", "dotada de un margen"

## Sinonimia
- Echeveria gloriosa Rose[3][4]